# Parc Nacional de Kozara
Parc Nacional de Kozara (serbi: Nacionalni Park Kozara / Национални Парк Козара) és un parc nacional que va ser proclamat un bosc protegit en 1967 per Josip Broz Tito. Està situat entre els rius Una, Sava, Sana i Vrbas, en la Republika Srpska, Bòsnia i Hercegovina. Amb una extensió de 35,2 km², està format per boscos densos, zones muntanyoses i prats, que han guanyat el renom 'Bellesa Verda de la Krajina'. L'àrea del parc està composta per muntanyes i altiplans amb altituds que no superen els 1.000 metres, formades per roques calcàries i sedimentàries, on el sòl i el subsòl del parc experimenten fenòmens càrstics. També alberga les fonts dels rius Mlječanica, Mostanica i Kozara.

## Història
Kozara va ser un lloc de batalla durant la Segona Guerra Mundial. El coneixement del terreny per part del partisans els va donar un gran avantatge sobre els ocupants nazis i Ústaixa.

## Flora i fauna
Al parc s'han identificat més de 900 espècies vegetals, algunes endèmiques. La zona nord està coberta d'un bosc format per faigs i avets. Al sud en canvi es roures i pins. Hi són presents diferents espècies de plantes rares o en perill d'extinció, com ara Galium boreale, Ilex aquifolium, Cardamine bulbifera, Telekia speciosa,  Cyclamen purpurascens, Lilium martagon, Convallaria majalis, Dephne mezereum, Hepatica nobilis, Orchis morio, Ruscus hypoglossum, Cephalanthera longifolia, Limodorum abortivum, Vicia cassubica, Taxus baccata, Scabiosa cinerea, Scrophularia scopolii, Dianthus giganteus i Galanthus nivalis. També, sobretot a la tardor, es troben bolets.
Entre els mamífers presents hi ha l'esquirol, la guineu, el gat salvatge i la fura. De vegades, temporalment, s'observen llops i ossos. Les aus estan representades per exemple, per les àguiles, mussols, perdius, coloms i rossinyols. La zona també alberga llangardaixos, serps i amfibis.

## Turisme
Kozara és un lloc popular per a la caça, amb uns 180 quilòmetres quadrats destinada a la caça regulada de cérvol, faisans, guineus, senglars, llebres, i ànecs. Una altra part del parc, més petita, està destinada a amants de la naturalesa on hi trobem activitats com senderisme o ciclisme, entre d'altres.